# قلعه‌گنج
قلعه‌گنج، شهری در بخش مرکزی شهرستان قلعه‌گنج استان  کرمان ایران است. این شهر، مرکز شهرستان قلعه گنج است

## تاریخچه
کنکاو بین تاریخ و قدمت این شهر کاری ست بس دشوار و شگرف. تاریخ آن به قبل از اسلام و میلاد مسیح می‌رسد که در حال حاضر در جای جای تاریخ شواهدی از اقوام ساکن در این شهرستان بدست می‌آید،
آثار بدست آمده از تمدن این منطقه نشانگر قدمت بیش از ۵۰۰۰ سال را نشان می‌دهد. این شهرستان را می‌توان از نظر تاریخی جزء نواحی غربی کران دانست و علاوه بر این از قرون قدیم تا امروز قلعه گنج جزء برکات رودبار محسوب می‌شود،
از آنجایی که ساکنان این شهرستان کوچ و قفص هستند در بسیاری از کتاب تاریخی این شهرستان به خیال قفص معروف بوده‌است. همچنین غالب جمعیتی که هم‌اکنون در این ناحیه زندگی می‌کنند فارس، بلوچ، بختیاری و آفریقایی هستند.

### وجه تسمیه
از آنجایی که قلعه گنج در گذشته به کلات گنج معروف بوده و بعضی از طوایف این منطقه به کلات گنجی معروف هستند، می‌توان چنین پنداشت که مردمان این نواحی در گذشته صاحب قنات‌ها، گنج‌ها، نعمت‌ها و آبادانی‌های فراوان بوده‌اند؛ بنابراین همان‌طور که از اسمش پیداست سرزمین حاصل خیزی و پردرآمدی است و در آن کشت انواع محصولات گرمسیری متداول است.

## جغرافیا

### جمعیت
بر پایه سرشماری عمومی نفوس و مسکن در سال ۱۳۹۵ جمعیت این شهر ۱۳٬۱۶۹ نفر (۳٬۶۳۸ خانوار) بوده‌است.

### اقلیم و شرایط آب و هوایی
این منطقه دارای آب و هوای نیمه مرطوب و اقلیم بیابانی می‌باشد و در سالهای اخیر به علت کاهش بارندگی شاهد خشکسالی بوده‌است.
بارندگی‌های این منطقه عموماً تحت تأثیر دو تودهٔ پرفشار و کم فشار است که همه ساله در تابستان از سوی اقیانوس هند (باران‌های موسمی) و در زمستان از سوی دریای مدیترانه اند که بعضاً سیل آسا خواهند بود. میانگین ارتفاع شهر قلعه گنج از سطح دریا ۴۵۰ متر است.
حداکثر مطلق ثبت شده دما در تابستان ۵۲ و حداقل مطلق ثبت شده در زمستان ۲ درجه سانتی گراد می‌باشد.

### رودخانه‌ها
- هلیل رود از کوهستان هزار و ارتفاعات جبالبارز سرچشمه می‌گیرد و به هامون جازموریان می‌ریزد.
- رودخانه پاسبین از کوه‌های ده در و اسلام‌آباد سرچشمه می‌گیرد و به هامون جازموریان می‌ریزد.
- رودخانه سورگاه که از از کوه‌های درباغ سرچشمه و به هامون جازموریان می‌ریزد.
- رودخانه رمشک که از ارتفاعات رمشک سرچشمه می‌گیرد.
- رودخانه درجتان در ارتفاعات سرتک.[۶]

رودخانه ده پلی از ارتفاعات جنوب غربی سرچشمه میگرد وبه جتزموریان می‌ریزد

### ارتفاعات و ناهمواری‌ها
- ارتفاعات دستجرد با ارتفاع ۱۴۰۰ متر در ۱۰ کیلومتری غرب شهرستان.
- ارتفاعات کشیت با ارتفاع ۱۰۰۰ متر در ۱۵ کیلومتری غرب شهرستان.
- ارتفاعات بشاگرد با ارتفاع ۲۱۰۰ متری در ۱۰۰ کیلومتری جنوب شهرستان.
- ارتفاعات در روستای پای میخ با ارتفاع ۶۰۰ متری در ۱۴ کیلومتری جنوب شرق شهرستان.[۶]

### مناطق جنگلی و مراتع پست
مناطق جنگلی به طول ۲۵۰ کیلومتری در شمال شرقی قلعه گنج از روستای آهوان شروع و تا جلگه چاه هاشم، دلگان، رودبار و جازموریان منتهی می‌شود.

## وضعیت اجتماعی
از نظر اجتماعی مردم شهرستان مردمی خونگرم، اجتماعی، دارای آداب معاشرت در سطح مطلوب هستند، و زنان عمدتاً دارای پوشش بندری و بلوچی هستند.

### زبان
در تقسیم‌بندی گویش‌های مختلف این شهر باید اینطور گفت که مردم به زبان فارسی، زبان بلوچی و گویش رودباری خود صحبت می‌کنند که این گویش محلی نسبت به سایر شهرهای همجوار خود تفاوت اندکی را دارا است. گویش محلی این شهر تلفیقی از زبانهای پارسی، بلوچی و گویش‌ [[گویش بندری|بندری] است.

### مذهب
تشیع، بیشتر مردم این ناحیه از این مذهب هستند و اقلیت را اهل تسنن و زرتشتی‌ها تشکیل می‌دهند.
با اینکه ۱۴۰۰ سال از ورود اسلام به ایران می‌گذرد، اما هنوز هم در برخی از رسوم مردم قلعه گنج، آداب باستانی زرتشتی دیده می‌شود.

## اقتصاد

### کشاورزی
به علت کمبود کارخانجات و مراکز مهم اقتصادی در این شهرستان عمده مردم به کشاورزی و دامداری مشغول می‌باشند. در حال حاضر حرکت‌های مهمی برای رشد صنعتی شهرستان قلعه گنج در حال انجام است که البته ناکافی است.
درآمد اکثر مردم به کشت محصولات سالانه اختصاص دارد و محصولات عمده زراعی شهرستان را گندم، ذرت، هندوانه، گوجه فرنگی، خیار و مرکبات نظیر خرما و پرتقال تشکیل می‌دهد. ودر چند سال اخیر به دلیل نبود شغل و خشکسالی و از رونق افتادن کشاورزی تعدادی از مردم شهرستان به شغل سوخت بری برای تأمین معیشت خود روی آورده‌اند.

### صنایع و کارخانجات
- کارخانه آهک[۱۰]
- کارخانه رب گوجه فرنگی
- کارخانه آبمیوه و آب معدنی
- کارخانه فرآوری و بسته‌بندی خرما[۱۱]

## دانشگاه‌ها مراکز آموزش عالی
- دانشگاه پیام نور واحد قلعه گنج[۱۲]

## برنامه‌های توسعهٔ شهری

### منطقه ویژه اقتصادی
پیش از ارائه پیشنهاد استاندار کرمان مبنی بر راه‌اندازی منطقه ویژه اقتصادی قلعه گنج، مهندس اکبر ترکان دبیر شورای هماهنگی مناطق آزاد ویژه اقتصادی با کلیات پیشنهاد علی رضا رزم حسینی موافقت کرد، و این پیشنهاد را برای انجام مطالعات جامع به محمد سعیدی کیا معاون هماهنگی امور مناطق ارجاع داد.
این منطقه از استان دارای ظرفیت‌های فراوانی در زمینه معادن تیتانیوم و سنگ‌های ساختمانی می‌باشد؛ که پیشنهاد شده‌است به منظور فراوری این محصولات و راه‌اندازی صنایع جنبی منطقه ویژه اقتصادی قلعه گنج راه‌اندازی شود.

## هتل‌ها و مراکز اقامتی
- هتل چهارستاره پارسیان قلعه گنج(★★★★): سازه این هتل به صورت معماری بومی (کپری) و با استاندارد چهارستاره ساخته شده‌است و پذیرای مهمانان و گردشگران داخلی و خارجی است.[۱۴]

### شهر نمونه اقتصاد مقاومتی
در تاریخ ۲۶ فروردین ماه سال ۹۴، محمد سعیدی کیا رئیس بنیاد مستضعفان کشور در جمع مردم قلعه گنج گفت:
«به دستور رهبر معظم انقلاب اسلامی مبنی بر تعیین شهر الگوی اقتصاد مقاومتی ملی، شهرستان قلعه‌گنج برای این طرح انتخاب شده‌است و طرح توسعه و آبادانی ملی شهرستان قلعه گنج به تصویب هیئت امنای بنیاد رسیده و قرار شد هر ماه گزارش کار داشته باشیم.»

### طرح پیشرفت و آبادانی

#### اولین هتل کپری ایران
اولین هتل کپری ایران در این شهر با توجه به ساختار فرهنگی و با بهره‌گیری از الگوهای معماری منطقه طراحی شده‌است که برگرفته از فضاهای اقامتی بومی آنجاست.
فضاهای اقامتی منطقه قلعه‌گنج از مواد و مصالح چوب ساخته شده و از پوشش گیاهی منطقه به خصوص تنه درخت خرما در آن استفاده می‌شود که کپر نام دارد.
بنیاد مستضعفان با سرمایه‌گذاری بیش از ۲ میلیارد تومان در این شهرستان که پایلوت اقتصاد مقاومتی در نظر گرفته شده، اقدام به ساخت هتل کپری کرده‌است.